# Fairy Heatlie

a Compétitions nationales et continentales officielles uniquement.

b Matchs officiels uniquement.
Barry Heatlie Heatlie, plus connu comme Fairy Heatlie, né le 25 avril 1872 à Worcester (Afrique du Sud) et mort le 19 août 1951 au Cap, est un joueur de rugby à XV qui a joué avec l'équipe d'Afrique du Sud, dont il a été le capitaine pour ses deux premières victoires internationales, de 1891 à 1903, au poste d'avant. En 2009, il est nommé au Temple de la renommée IRB.

## Carrière
Né à Worcester dans la province du Cap-Occidental en 1872, Barry Heatlie commence le rugby à XV à l'âge de 16 ans lorsqu'il est envoyé au Diocesan College du Cap. À partir de 1890, il joue pour la Western Province, qui a gagné la première Currie Cup l'année précédente. En 1891, les Lions britanniques effectuent leur première tournée en Afrique du Sud et les Sud-africains jouent leur premier match international le 30 juillet 1891 ; ils perdent deux essais, dont un transformé, à zéro. Heatlie, à 19 ans, est sélectionné pour les deux autres test matchs, qui seront deux nouvelles défaites.
En 1892, Barry Heatlie remporte sa première Currie Cup et, à partir de 1894, il devient le capitaine de l'équipe de la Western Province. Il le restera jusqu'à son départ de l'équipe, hormis en 1898. Dans cet intervalle, il gagne la Currie Cup à cinq autres reprises en 1894, 1895, 1897, 1898 et 1904. Il aura ainsi remporté cette compétition six fois en six participations.
En 1896, les Lions reviennent en Afrique du Sud et remportent leurs trois premiers test matchs, Heatlie ne participe qu'au premier. Le dernier test match se déroule le 5 septembre 1896 au Newlands, le stade de sa province, donc, comme le veut alors la tradition, il est désigné capitaine de l'équipe d'Afrique du Sud. Ce match sera le premier succès international des Sud-africains avec une victoire par un essai transformé à rien.
L'histoire se répète en 1903 pour la troisième tournée des Lions. Fairy Heatlie dispute le premier match à Johannesburg et il est sélectionné pour la seconde rencontre mais préfère rentrer chez lui pour la naissance de son fils. L'Afrique du Sud obtient deux matchs nuls et le dernier match, prévu au Cap, est décisif pour désigner le vainqueur de la série. Heatlie, toujours capitaine de la Western Province, dirige une nouvelle fois l'équipe nationale et, comme en 1896, choisit de jouer en vert, la couleur de son équipe du Diocesan College, alors que les Sud-africains avaient joué les deux premiers matchs en blanc. La victoire 8 à 0, la deuxième en deux capitanats d'Heatlie, permet à l'Afrique du Sud de remporter la série face aux Lions pour la première fois de son histoire, et le vert, couleur porte-bonheur, restera la couleur des maillots de l'équipe nationale.
En 1905, à 33 ans, alors qu'il était en lice pour mener les Sud-africains l'année suivante lors de leur première tournée à l'étranger, dans l'hémisphère nord, il doit quitter précipitamment son pays car il ne peut plus rembourser ses dettes. Il rejoint l'Argentine, où il jouera pour le Lomas Athletic Club jusqu'en 1915, obtenant même une sélection pour l'équipe nationale d'Argentine lors du premier match international de celle-ci.
Il est autorisé à rentrer en Afrique du Sud en 1925 et s'installe près du stade de Newlands. En 1951, il est renversé par une voiture et décède des suites de ses blessures.

## Palmarès
- Vainqueur de la Currie Cup : 1892, 1894, 1895, 1897, 1898, 1904.

- 6 test matchs avec l'équipe d'Afrique du Sud, 2 fois capitaine
- 3 transformations
- Test matchs par année : 2 en 1891, 2 en 1896, 2 en 1903.

- 1 test match avec l'équipe d'Argentine.
- Test match par année : 1 en 1910.